# Laccobius mexicanus
Laccobius mexicanus är en skalbaggsart som beskrevs av Armand D'Orchymont 1942. Laccobius mexicanus ingår i släktet Laccobius och familjen palpbaggar. Inga underarter finns listade i Catalogue of Life.